# Улоф II Бйорнссон
Улоф II Бйорнссон (950—975) — легендарний конунг Свеаланда, правив з 970 до 975 року. Походив з династії Інглінгів.

## Життєпис

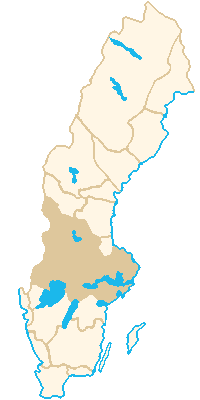
Королівство Свеаланд за часів Улофа II Бйорнсона

Був сином Бйорна Еріксона, короля Свеаланда (центральної частини сучасної Швеції). Про нього мало відомостей. Після смерті його батька у 950 році владу над Свеаріке перебрав дядько Улофа Бйорнсона — Емунд Еріксон у зв'язку з тим, що діти короля Бйорна були малими.
Тільки після смерті конунга Емунда Ерікссона Улоф разом з братом Еріком VI стали новими правителями Свеаланда. Щодо діяльності як короля Улофа II відомостей практично немає. Напевне точилася постійна боротьба між братами за лідерство. Врешті-решт Улофа II 975 року було отруєно під час королівського бенкету.

## Родина
Дружина — Інґеборґа Трансдоттер.
Діти:
- Стірбйорн (д/н-985)
- Гірид (д/н), дружина Гаральда I Синізубого, короля Данії.